# Union internationale de la marionnette
L'Union internationale de la marionnette (UNIMA) est une organisation internationale non gouvernementale regroupant marionnettistes et amis de la marionnette pour développer et diffuser l'art de la marionnette. Créée en 1929, elle se revendique l'organisation de théâtre la plus ancienne du monde et bénéficie d'un statut consultatif auprès de l'UNESCO. L'UNIMA est affiliée à l'Institut international du théâtre et est présente dans 87 pays. Son siège est à Charleville-Mézières.

## Histoire
L'UNIMA fut fondée le 20 mai 1929 à Prague, à l'occasion du 5e congrès des marionnettistes tchèques et sur proposition de l'écrivain français Paul Jeanne. La revue tchèque Loutkář est alors son journal officiel dans les années 1929-1930. Le dernier congrès de l'UNIMA avant la Seconde Guerre mondiale eut lieu en 1933 à Ljubljana.
Après la guerre, l'UNIMA fut relancée en 1957 à l'initiative des Tchécoslovaques lors de la Semaine de la marionnette européenne à Brunswick (en RFA à l'époque) : Jan Malik, qui fut son secrétaire général avant la guerre, mène des discussions pour relancer l'association. Un congrès a finalement lieu la même année à Prague : 17 pays y furent représentés (des États-Unis à la Corée du Nord, dans un contexte de guerre froide), établissant des statuts qui prévoyaient la parité des représentants issus des pays de l'Ouest et de l'Est au présidium.
Dans les années 1970, l'association se modernisa : le présidium devint comité exécutif et l'UNIMA quitta son siège de Prague pour Varsovie, où elle allait rester huit ans. Le siège fut ensuite établi à Charleville-Mézières, connue pour son festival mondial des théâtres de marionnettes et où allaient ensuite s'installer l'Institut international de la marionnette et l'École nationale supérieure des arts de la marionnette.

## Congrès
- 1929 : Prague (président : Jindřich Veselý
- 1929 : Paris (idem)
- 1930 : Liège (idem)
- 1933 : Ljubljana (président : Josef Skupa)
- 1957 : Prague (président : Max Jacob (en))
- 1958 : Bucarest (idem)
- 1960 : Bochum-Brunswick (idem)
- 1962 : Varsovie (idem)
- 1966 : Munich (idem)
- 1969 : Prague (président : Jan Bussell (nl))
- 1972 : Charleville-Mézières (idem)
- 1976 : Moscou (président : Sergueï Obraztsov
- 1980 : Washington (idem)
- 1984 : Dresde (président : Henryk Jurkowski (nl))
- 1988 : Nagoya (idem)
- 1992 : Ljubljana (présidente : Sirppa Sivori-Asp (nl))
- 1996 : Budapest (idem)
- 2000 : Magdebourg (présidente : Margareta Niculescu
- 2004 : Rijeka (président : Massimo Schuster (nl))
- 2008 : Perth (président : Dadi Pudumjee (en))
- 2012 : Chengdu
- 2016 : Tolosa
- 2020 : Bali

## Secrétaires généraux
- Karel Slanski (1929 - 1933)
- Jan Malík (1933 - 1940 & 1957 - 1972)
- Henryk Jurkowski (nl) (1972 - 1980)
- Jacques Félix (1980 - 2000)
- Miguel Arreche (2000 - 2008)
- Jacques Trudeau (élu en 2008)
- Idoya Otegui (élue en 2016)

## Source de la traduction
- (nl) Cet article est partiellement ou en totalité issu de l’article de Wikipédia en néerlandais intitulé « Union Internationale de la Marionnette » (voir la liste des auteurs).